# Берёзовский сельсовет (Ордынский район)
Берёзовский сельсовет — сельское поселение в Ордынском районе Новосибирской области Российской Федерации.
Административный центр — деревня Берёзовка.

## История
Статус и границы сельского поселения установлены Законом Новосибирской области от 2 июня 2004 года № 200-ОЗ «О статусе и границах муниципальных образований Новосибирской области»

## Население
| 2002 | 2010 | 2012 | 2013 | 2014 | 2015 | 2016 |
| ---- | ---- | ---- | ---- | ---- | ---- | ---- |
| 854  | ↘760 | ↘735 | ↘699 | ↘687 | ↘677 | ↗684 |
| 2017 | 2018 | 2019 | 2020 | 2021 |      |      |
| ↗697 | ↗702 | ↘699 | ↘679 | ↘671 |      |      |

## Состав сельского поселения
| № | Населённый пункт | Тип населённого пункта          | Население |
| - | ---------------- | ------------------------------- | --------- |
| 1 | Берёзовка        | деревня, административный центр | ↘689      |
| 2 | Степной          | посёлок                         | ↘71       |